# مايك مون
مايك مون هو موسيقي وعازف قيثارة سويدي، ولد في 1968.